# ハメット (映画)
『ハメット』（Hammett）は、1982年のアメリカ合衆国のサスペンス映画。

## 概要
ジョー・ゴアズの同題小説を原作としている。実在のハードボイルド作家ダシール・ハメットを主人公としたミステリー・サスペンス映画。『都会のアリス』『まわり道』『さすらい』でドイツ映画界の寵児となったヴィム・ヴェンダースが監督、『ゴッドファーザー』のフランシス・フォード・コッポラが製作総指揮、「冷戦交換ゲーム」でアメリカ探偵作家クラブ賞を受賞した小説家のロス・トーマスが脚本、『タワーリング・インフェルノ』でアカデミー撮影賞を受賞したジョセフ・バイロックが撮影、『007』シリーズを手がけたジョン・バリーが音楽と、大変豪華な布陣で製作された作品だが、興行的には振るわなかった。

## ストーリー
ダシール・ハメットがピンカートン所属の探偵だったころの物語。実在の人物が主人公だが、ストーリー自体は架空のものである。

## キャスト
括弧内は日本語吹替
- ダシール・ハメット：フレデリック・フォレスト（小川真司）
- キット：マリル・ヘナー（弥永和子）
- ジミー・ライアン：ピーター・ボイル（麦人）
- クリスタル・リン：リディア・レイ（神代知衣）
- ゲーリー・ソルト：ジャック・ナンス（稲葉実）
- キャメロン夫人：シルヴィア・シドニー（沼波輝枝）
- ブラッドフォード：リチャード・ブラッドフォード（筈見純）
- オハラ：R・G・アームストロング（加藤精三）
- イーライ：エリシャ・クック・Jr（野本礼三）
- ロイヤル・ダノ
- マイケル・チャウ